# Senad Tiganj
Senad Tiganj (Jesenice, 1975. augusztus 28. –) szlovén válogatott labdarúgó.
A szlovén válogatott tagjaként részt vett a 2002-es világbajnokságon.